# هنري هوراشيو ديكسون
هنري هوراشيو ديكسون (بالإنجليزية: Henry Horatio Dixon)‏ هو أحيائي أيرلندي، ولد في 19 مايو 1869 في دبلن في جمهورية أيرلندا، وتوفي بنفس المكان في 20 ديسمبر 1953.

## وصلات خارجية
- هنري هوراشيو ديكسون على موقع الموسوعة البريطانية (الإنجليزية)